# Bornholm
Bornholm és una illa danesa del mar Bàltic.
Situada entre Suècia, Polònia i Alemanya (i uns 150 km a l'est de Copenhaguen), és el més gran romanent de l'antiga sobirania danesa sobre Escània després de la Pau de Roskilde.
Coneguda també com a Klippeøen (L'illa dels penya-segats) per les seves costes abruptes, té forma de rombe amb els costats nord i sud d'uns 30 km cada un i els est i oest de 20.
Administrativament, tota l'illa constitueix un únic municipi de 589 km² i 43.040 habitants (2007) que pertany a la Regió de Hovedstaden. Totes les seves viles són a la costa i tenen un port excepte Aakirkeby. Rønne és la més gran.
Unes petites illes anomenades Ertholmene, també daneses, rauen 18 km al nord-est de Bornholm.
D'antiga tradició pesquera (molt minvada per la contaminació del Bàltic) actualment el turisme n'és la principal font d'ingressos.